# Ujedinjena Arapska Republika
Ujedinjena Arapska Republika je bila država koja se sastojala od današnjeg Egipta i Sirije.
Ta državna tvorevina se poslije opet podijelila na Egipat i Siriju, s tim da je Egipat nastavio još neko vrijeme nositi zastavu UAR-a.
Republiku je vodio predsjednik Egipta Gamal Abdel Nasser. UAR je bila članica Ujedinjenih Arapskih Država, labave konfederacije s Mutawakkilitskom Kraljevinom Jemen, koja je ukinuta 1961. 

## Poveznice
- Egipat
- Sirija